# Bloodstream
«Bloodstream» (с англ. — «Кровоток») ― сингл британского певца и автора песен Эда Ширана с его второго студийного альбома × (2014).Песня была выпущена для цифровой загрузки в iTunes Store 17 июня 2014 года и стала четвёртым из семи рекламных синглов альбома. Она вошла в UK Singles Chart под номером 81 и поднялась до 60-го места.
В декабре 2014 года «Bloodstream» был ремикширован Rudimental. Эта версия песни была выпущена 29 марта 2015 года в качестве совместного сингла Ширана и Rudimental, став четвёртым синглом альбома и ведущим синглом со второго студийного альбома Rudimental, We the Generation (2015). Этот ремикс достиг 2-го места в UK Singles Chart.

## История
«Bloodstream» был написан участниками Шираном, Rudimental и Snow Patrol – Джонни Макдейдом и Гэри Лайтбоди, а спродюсирован Риком Рубином в Shangri-La в Малибу, Калифорния. Песня рассказывает об опыте принятия Шираном MDMA во время свадебного торжества на Ибице. Ширан выступил с Live PA песни во время сета Rudimental в Гластонбери 27 июня 2014 года.

## Чарты
| Чарт(2014)                             | Высшая позиция |
| -------------------------------------- | -------------- |
| Австралия (ARIA)                       | 7              |
| Бельгия/Фландрия (Ultratop 50)         | 48             |
| Бельгия/Валлония (Ultratop 50)         | 47             |
| Канада (Billboard Canadian Hot 100)    | 60             |
| Дания (Tracklisten)                    | 7              |
| Euro Digital Songs (Billboard)         | 6              |
| Finland (Finland Digital Songs)        | 7              |
| Франция (SNEP)                         | 39             |
| Венгрия (Single Top 40)                | 16             |
| Ирландия (IRMA)                        | 57             |
| Нидерланды (Single Top 100)            | 44             |
| Испания (PROMUSICAE)                   | 42             |
| Sweden (Sweden Digital Songs)          | 6              |
| Великобритания (OCC UK Singles)        | 60             |
| США (Billboard Bubbling Under Hot 100) | 10             |
| США (Billboard Digital Song Sales)     | 42             |

## Сертификации
| Регион                                                                      | Сертификация | Продажи |
| --------------------------------------------------------------------------- | ------------ | ------- |
| Канада (Music Canada)                                                       | Золотой      | 40 000  |
| Италия (FIMI)                                                               | Золотой      | 25 000  |
| Данные о продажах + прослушиваниях приведены только на основе сертификации. |              |         |